# Talitha Borealis
Iota Ursae Majoris (ι UMa / ι Ursae Majoris) è un sistema stellare, più precisamente una stella quadrupla, situata nella costellazione dell'Orsa Maggiore. Si trova a circa 47,7 anni luce dalla Terra.
Insieme a Kappa Ursae Majoris rappresenta le zampe anteriori dell'Orsa. Viene anche chiamata talvolta Talitha, Talitha Borealis, Dnoces, Alphikra Borealis.

## Osservazione
Si tratta di una stella situata nell'emisfero celeste boreale e quindi osservabile prevalentemente dall'emisfero nord della Terra, dove si presenta circumpolare anche da gran parte delle regioni temperate; dall'emisfero sud la sua visibilità è invece limitata alle regioni temperate settentrionali e alla fascia tropicale, più a nord della latitudine 42° S. Essendo di magnitudine 3,12, la si può osservare anche dai piccoli centri urbani senza difficoltà, sebbene un cielo non eccessivamente inquinato sia maggiormente indicato per la sua individuazione.
Il periodo migliore per la sua osservazione nel cielo serale ricade nei mesi compresi fra febbraio e giugno; nell'emisfero nord è visibile anche per un periodo maggiore, grazie alla declinazione boreale della stella, mentre nell'emisfero sud può essere osservata limitatamente durante i mesi dell'autunno australe.

## Caratteristiche del sistema
Il sistema è composto da due stelle binarie. La componente più brillante, Iota Ursae Majoris A, ha una magnitudine apparente di 3,12. Si tratta di una binaria spettroscopica le cui componenti hanno un periodo orbitale di 11 anni. La componente principale di Talitha A è una stella bianca di sequenza principale 1,76 volte più massiccia del Sole e 11 volte più luminosa, mentre non si hanno molte notizie a proposito della compagna.
L'altra binaria è Iota Ursae Majoris B e la compagna Iota Ursae Majoris C sono due nane rosse di classe M1; orbitano attorno a comune centro di massa in un periodo di 39,7 anni, e sono separate da almeno 10 U.A. tra loro. I due sistemi binari orbitano attorno a vicenda una volta ogni 818 anni, ad una distanza media di 132 UA.. L'apparente separazione tra i due sistemi binari sta rapidamente diminuendo. Nel 1841, quando la componente B è stata scoperta per la prima volta, aveva una separazione di almeno 156 U.A. Dal 1971 la loro separazione era diminuita di almeno 66 U.A., e ciò fa pensare che questo sistema sia dinamicamente instabile e si possa disgregare nell'arco di 105 anni.